# 厳島神社 (鎌倉市)

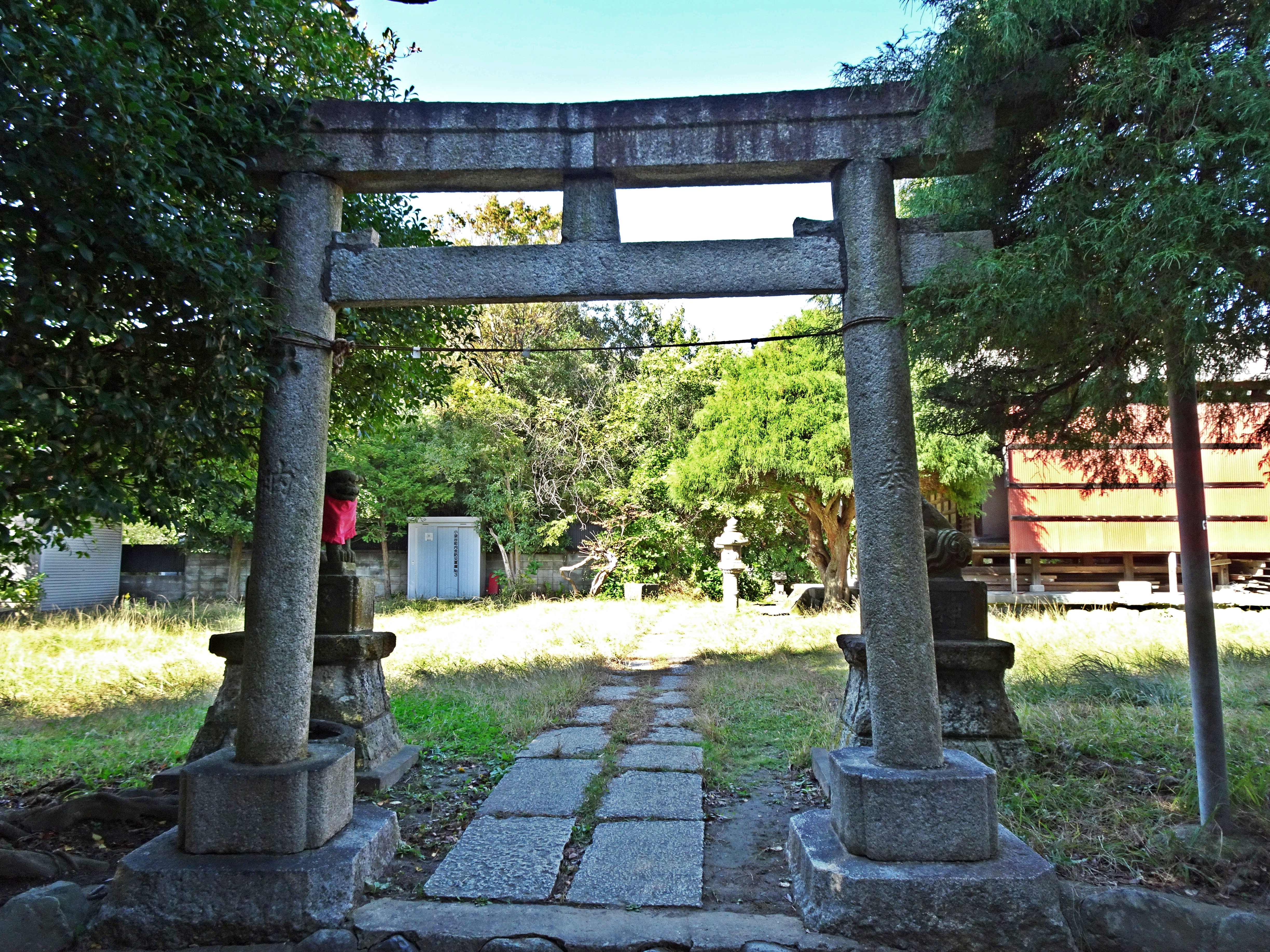
鳥居

厳島神社（いつくしまじんじゃ）は、神奈川県鎌倉市の神社。

## 歴史
創建年代は不明である。当初は「弁天社」と呼ばれていた。小袋谷の鎮守であった。
1923年（大正12年）の関東大震災によって、本殿などが倒壊したが、後に再建されている。
昭和の初期、周辺に存在していた吾妻社と八幡社と合祀され、厳島神社となり現在に至る。

## 文化財
- 庚申塔（寛文十年銘）（鎌倉市指定有形文化財 昭和40年3月30日指定）[2]

## 交通アクセス
- 北鎌倉駅より徒歩12分。